# Elayirampannai
Elayirampannai là một thị xã panchayat của quận Virudhunagar thuộc bang Tamil Nadu, Ấn Độ.

## Địa lý
Elayirampannai có vị trí 9°16′B 77°50′Đ / 9,27°B 77,83°Đ Nó có độ cao trung bình là 101 mét (331 feet).

## Nhân khẩu
Theo điều tra dân số năm 2001 của Ấn Độ, Elayirampannai có dân số 6354 người. Phái nam chiếm 48% tổng số dân và phái nữ chiếm 52%. Elayirampannai có tỷ lệ 62% biết đọc biết viết, cao hơn tỷ lệ trung bình toàn quốc là 59,5%: tỷ lệ cho phái nam là 72%, và tỷ lệ cho phái nữ là 52%. Tại Elayirampannai, 11% dân số nhỏ hơn 6 tuổi.